# Scara de intensitate seismică a Agenției Meteorologice a Japoniei
Scara de intensitate seismică a Agenției Meteorologice a Japoniei este o scară de măsură folosită în Japonia și în Taiwan pentru a indica intensitatea unui cutremur. Unitățile de măsură se numesc shindo  (震度 shindo?, intensitate seismică, lit. „grad de scuturare”). Spre deosebire de scara Richter (care măsoară magnitudinea totală a cutremurului, și care descrie mărimea cutremurului cu un singur număr) scara folosită de Agenția Meteorologică a Japoniei descrie gradul de scuturare într-un anumit punct de pe suprafața pământului. Ca urmare, intensitatea aceluiași cutremur este diferită din loc în loc, ea putând fi descrisă, de exemplu: „shindo 4 la Tokio, shindo 3 la Yokohama, shindo 2 la Shizuoka”.
Agenția Meteorologică a Japoniei folosește 180 seismografe și 627 aparate de măsurare a intensității seismice, pe baza măsurătorilor cărora oferă informații actualizate mediilor și prin internet.

## Istoric
Japonia are mai multe de cutremure pe zi, dar majoritatea sunt de intensitate shindo 0, ele putând fi simțite doar de aparatura de măsură. 
În 1884 Agenția Meteorologică a Japoniei a început să folosească o scară cu 4 niveluri shindo, acestea fiind: 微 (foarte slab), 弱 (slab), 強 (puternic) și 烈 (violent). 
În 1898 această scară a fost schimbată într-una numerică, cu valori de la 0 la 7.
În 1908, nivelurile acestei scări au fost descrise, cutremurelor fiindu-le date niveluri bazate pe efectul perceput de oameni. Această scară a fost folosită în era Meiji, ea fiind revizuită în era Shōwa cu descrieri mai detaliate. 
După cutremurul din Hanshin din 1995, nivelurile 5 și 6 au fost împărțite în două, rezultând 10 niveluri: 0–4, 5 slab/tare (5弱, 5強), 6 slab/tare (6弱,6強) și 7.
În 2011 scara shindo folosită în Japonia era cea din 1996.

## Descrierea scării
Valoarile sunt de la 0 la 7 (7 fiind cea mai mare). 
| Valoarea magnitudinii shindo (valoarea shindo în japoneză) / pe aparatul de măsură | Oamenii | Situația în interiorul clădirilor | Situația în exteriorul clădirilor | Case de lemn | Clădiri din beton armat | Liniile de comunicație și infrastructura | Terenul drept și pantele                                                            | „Peak ground acceleration” |
| ---------------------------------------------------------------------------------- | --- | --- | --- | --- | --- | --- | ----------------------------------------------------------------------------------- | -------------------------- |
| 0 (0) / 0–0.4                                                                      | Imperceptibil oamenilor.                                                                                      | | | | | |                                                                                     | Mai puțin de 0.008 m/s²    |
| 1 (1) / 0.5–1.4                                                                    | Simțit de unii oameni care se află în clădire.                                                                | | | | | |                                                                                     | 0.008–0.025 m/s²           |
| 2 (2) / 1.5–2.4                                                                    | Simțit de majoritatea oamenilor care se află în clădire. Unii se trezesc din somn.                            | Obiecte agățate (lămpi etc.) se clatină ușor. | | | | |                                                                                     | 0.025–0.08 m/s²            |
| 3 (3) / 2.5–3.4                                                                    | Simțit de majoritatea oamenilor care se află în clădire. Unor oameni le este frică.                           | Se aude uneori vesela care se scutură în bufet. | Cablurile electrice se clatină ușor. | | | |                                                                                     | 0.08–0.25 m/s²             |
| 4 (4) / 3.5-4.4                                                                    | Multor oameni le este frică. Unii încearcă să se ferească de pericol. Majoritatea celor care dorm se trezesc. | Obiecte agățate se clatină destul de tare și vesela se scutură în bufet. Se întâmplă ca bibelouri etc. să se răstoarne. | Cablurile electrice se clatină destul de tare. Oamenii care merg pe stradă și unii automobiliști simt cutremurul. | | | |                                                                                     | 0.25–0.80 m/s²             |
| 5 slab (5弱) / 4.5-4.9                                                             | Majoritatea oamenilor încearcă să se ferească de pericol. Unii oameni au greutăți cu mersul.                  | Obiecte agățate se clatină foarte tare. Majoritatea bibelourilor etc. se răstoarnă. Uneori vesela cade din bufet, iar cărțile din rafturi. Mobila se mișcă.                                                                              | Oamenii văd cum se clatină stâlpii de telefon. Uneori se sparg geamurile, zidurile din beton nearmat se prăbușesc și drumurile se strică.                                                                                  | Uneori pereții și stâlpii caselor care nu sunt bine construite ca să reziste la cutremure se strică. | Uneori apar fisuri în pereții caselor care nu sunt bine construite ca să reziste la cutremure. | Dispozitive speciale opresc automat gazul la unele case. Rareori conducte de apă se rup și alimentarea cu apă este întreruptă. (Alimentarea cu curent electric este întreruptă la unele case.) | Uneori apar fisuri în teren moale, iar în munți cad roci.                           | 0.80–1.40 m/s²             |
| 5 tare (5強) / 5.0–5.4                                                             | Multor oameni le este foarte frică și le vine greu să umble.                                                  | Majoritatea veselei din bufet și a cărților de pe rafturi cade. Uneori televizoare pe suport și mobilă grea (scrinuri etc.) se răstoarnă, ușile glisante sar de pe șină, iar deformarea tocului de ușă face deschiderea ușii imposibilă. | În multe cazuri pereți din beton nearmat se prăbușesc și pietrele de mormânt se răstoarnă. Multe automobile se opresc pentru că devine dificil de condus. Uneori automate care nu au fost instalate cu grijă se răstoarnă. | Uneori unele case care nu au fost bine construite ca să reziste la cutremure se strică în mod considerabil înclinându-se.                                                                                              | Uneori apar fisuri mari în pereții, grinzile traversale și stțlpii unor case care nu au fost bine construite ca să reziste la cutremure; chiar și în pereții caselor care au fost bine construite ca să reziste la cutremure apar fisuri. | Uneori conductele principale de gaz sau apă se rup. (Uneori unele regiuni rămân fără alimentare cu apă sau gaz)                                                                                |                                                                                     | 1.40–2.50 m/s²             |
| 6 slab (6弱) / 5.5–5.9                                                             | Greu de stat în picioare.                                                                                     | Multă mobilă grea se răstoarnă. În multe cazuri este imposibil de deschis ușa. | În unele clădiri plăcile de căptușit pereții cad. | Uneori case care nu sunt bine construite ca să reziste la cutremure se prăbușesc și chiar pereții sau stâlpii caselor bine construite ca să reziste la cutremure se strică tare.                                       | | Conductele de gaz sau apă se rup. (Unele regiuni rămân fără alimentare cu apă sau gaz și alimentarea cu curent electric este uneori întreruptă.)                                               | Uneori apar fisuri în teren și au loc alunecări de teren.                           | 2.50–3.15 m/s²             |
| 6 tare (6強) / 6.0–6.4                                                             | Imposibil de stat în picioare și să te deplasezi fără a te târî pe jos.                                       | Majoritatea mobilei grele se răstoarnă. Uneori uși glisante sar din făgaș. | În multe clădiri plăcile de căptușit pereții cad. Majoritatea pereților din beton nearmat se prăbușesc. | Multe case care nu au fost bine construite ca să reziste la cutremure se prăbușesc. În unele cazuri, chiar și pereții și stâlpii caselor care au fost bine construite ca să reziste la cutremure se strică rău de tot. | Uneori case care nu au fost bine construite ca să reziste la cutremure se prăbușesc. În unele cazuri, chiar și pereții și stâlpii caselor care au fost bine construite ca să reziste la cutremure se strică rău de tot.                   | Uneori conductele de gaz sau apă se rup. (Alimentarea cu curent electric este întreruptă în unele regiuni. Uneori alimentarea cu gaz sau apă este întreruptă în zone largi.)                   | Uneori apar fisuri în teren și au loc alunecări de teren.                           | 3.15–4.00 m/s²             |
| 7 (7) / 6.5 și în sus                                                              | Sunt aruncați de colo-colo de scuturături și este imposibil să te deplasezi cum vrei.                         | Majoritatea mobilei se mișcă foarte tare, iar unele mobile sar în sus. | În majoritatea clădirilor plăcile de căptușit pereții cad. În unele cazuri pereți din beton armat se prăbușesc. | Uneori chiar și case care nu au fost bine construite ca să reziste la cutremure se strică tare și se înclină. | Uneorichiar și case care nu au fost bine construite ca să reziste la cutremure se strică tare și se înclină. | Alimentarea cu curent electric, cu gaz sau apă este întreruptă în zone largi. | Terenule are mari fisuri, au loc alunecări de teren care uneori schimbă topografia. | Mai mare de 4 m/s²         |